# 敘利亞第二共和國
敘利亞第二共和國是1950年—1958年的敘利亞共和國（羅馬化：al-Jumhūriyah as-Sūriyyah）和1961年—1963年的敘利亞阿拉伯共和國（羅馬化：al-Jumhūriyah al-ʿArabiyyah as-Sūriyyah）的通稱，繼承了從法國獨立的敘利亞第一共和國。1950年，《1950年叙利亚宪法》通過，隨後1953年—1954年間的阿迪卜·施舍克里時期被暫時擱置。1958年，敘利亞與納賽爾主政的埃及聯合組建阿拉伯聯合共和國，但隨後又在1961年退出。1963年，敘利亞復興黨發動政變，建立叙利亚复兴党政权，第二共和國終結。
绿、白、黑、红四色国旗是叙利亚阿拉伯共和国的第一面国旗，也是使用时间最短的一面国旗，敘利亞第二共和國採用的國旗成為了叙利亚反对派在叙利亚内战中所使用的旗幟，復興黨政權倒台後被廣泛使用。